# Henriette Nagel
Henriette Nagel (* 26. Juni 1992 in Berlin) ist eine deutsche Schauspielerin.

## Leben
Henriette Nagel begann ihre Karriere im Alter von 15 Jahren mit dem Kinofilm Freche Mädchen, für den sie in der Rolle Kati erstmals vor der Kamera stand. Im darauf folgenden Jahr hatte sie in den TV-Produktionen Ein Engel für alle sowie auch in der ARD-Serie Großstadtrevier eine Episodenhauptrolle.
Auf den Erfolg des Freche-Mädchen-Films hin übernahm sie 2009 in Freche Mädchen 2 wieder ihre Rolle der Kati. Im Sommer 2010 spielte sie unter der Regie von Andres Veiel in Wer wenn nicht wir die Rolle der Johanna Ensslin.
Von 2012 bis 2016 studierte sie Schauspiel an der Hochschule für Musik und Theater in Leipzig. Von der Spielzeit 2016/17 bis zur Spielzeit 2018/19 war sie festes Ensemblemitglied am Theater Bielefeld. Seit August 2019 gehört sie zum Ensemble des Münchener Volkstheaters.

## Filmografie
- 2008: Freche Mädchen
- 2008: Ein Engel für alle
- 2009: Großstadtrevier – Alle für einen
- 2010: Freche Mädchen 2
- 2011: Wer wenn nicht wir
- 2010: SOKO Wismar – Ausgeschraubt
- 2010: Polizeiruf 110: Leiser Zorn
- 2012: Transpapa
- 2012: Ein starkes Team – Die Gottesanbeterin
- 2012: Du hast die Macht
- 2012: Löwenzahn – Feuerwehr – Brandstifter in Bärstadt
- 2012: Musikvideo Rea Garvey – Colour me in[3]
- 2014: SOKO Leipzig – Lucy
- 2016: SOKO Köln – Die Beatles von Bocklemünd
- 2016, 2017: Der Lehrer – Verknallt? So’n Quatsch! – Du vermisst sie wirklich, oder?
- 2018: Das Milan-Protokoll
- 2018: Notruf Hafenkante – Verbotene Liebe
- 2018–2019: In aller Freundschaft (Fernsehserie, vier Folgen)
- 2021: Tatort: Blind Date
- 2024: In aller Freundschaft – Die jungen Ärzte – Blut ist Leben

## Theater
Schauspiel Köln
- 2014: Das Käthchen von Heilbronn
- 2015: Nothing hurts
- 2015: Segen der Erde
- 2015: Argonauten
- 2016: Umbettung

Theater Bielefeld
- 2016: Hexenjagd
- 2017: Der zerbrochene Krug
- 2017: Das Knurren der Milchstraße
- 2018: Die Orestie
- 2018: Die Jungfrau von Orleans
- 2018: Aladin und die Wunderlampe
- 2019: Faust 2
- 2019: Lazarus

 Münchner Volkstheater
- 2019: Der Kaufmann von Venedig
- 2020: Am Wiesenrand
- 2020: Probleme, Probleme
- 2021: Die Tragödie des Macbeth
- 2021: Gymnasium
- 2022: Animal Farm
- 2022: Pussy Sludge
- 2022: hildensaga.ein königinnendrama

## Auszeichnungen
- 2015: Stipendium der Studienstiftung des deutschen Volkes
- 2018: Nominierung Nachwuchsschauspielerin des Jahres der Zeitschrift Theater heute